# خسوس کاسترو (بازیکن فوتبال، زاده ۱۹۰۸)
خسوس کاسترو (اسپانیایی: Jesús Castro‎؛ ۱۶ اکتبر ۱۹۰۸ – نامشخص) بازیکن فوتبال اهل مکزیک بود.
از باشگاه‌هایی که در آن بازی کرده‌است می‌توان به باشگاه فوتبال آمریکا اشاره کرد.
وی همچنین در تیم ملی فوتبال مکزیک بازی کرده‌است.